# ديفن برونسون
ديفن برونسون (بالإنجليزية: Devin Bronson)‏ هو موسيقي وكاتب أغاني وعازف قيثارة أمريكي، ولد في 15 مايو 1983.

## وصلات خارجية
- ديفن برونسون على موقع ميوزك برينز (الإنجليزية)